# 椙山女学園大学附属小学校
椙山女学園大学附属小学校（すぎやまじょがくえんだいがくふぞくしょうがっこう）は、愛知県名古屋市千種区山添町にある私立小学校。

## 校長経歴
校長は、森和久。1958年（昭和33年）生まれ。1981年（昭和56年）愛知教育大学卒業。名古屋市立鶴舞小学校校長を退職後、2016年（平成28年）着任。椙山女学園大学教育学部子ども発達学科教授を兼任。

## 教育目標
- 教育理念：「人間になろう」[1]
- 教育目標：「体力の増強」・「学力の増進」・「モラルの確立」・「情操の育成」

## 沿革
- 1905年 - 尾張藩士族の椙山正弌・令子夫妻により、名古屋市富士塚町（現在の名古屋市東区泉一丁目）の尾張藩武家屋敷に名古屋裁縫女学校開校。
- 1917年 - 椙山高等女学校開校。
- 1924年 - 椙山第二高等女学校開校。椙山高等女学校を椙山第一高等女学校に改称。
- 1925年 - 名古屋裁縫女学校を椙山女学校に改称。
- 1930年 - 椙山女子専門学校開校。
- 1931年 - 椙山第二高等女学校を、椙山女子専門学校附属高等女学校に改称。
- 1937年 - 椙山女子商業学校開校。
- 1942年 - 椙山女子専門学校附属幼稚園開園。
- 1947年 - 椙山中学校開校。
- 1948年 - 椙山女学園高等学校開校。椙山中学校を椙山女学園中学校に改称。
- 1949年 - 椙山女学園大学開学。
- 1950年 - 椙山女子専門学校附属幼稚園を椙山女学園大学附属幼稚園に改称。
- 1951年 - 学校法人椙山女学園に組織変更認可。
- 1952年 - 椙山女学園大学附属小学校開校。
- 2005年 - 学園創立100周年。
- 2009年 - 創設者･椙山正弌生誕130周年。
- 2012年 - 創立60周年記念式典。
- 2015年 - 椙山女学園大学附属保育園を開設。
- 2019年 - 椙山女学園大学附属こども園を開設。

## 特記事項

### 金剛鐘（こんごうしょう）
学園のシンボル。毎朝8時30分、昭憲皇太后御歌『金剛石』（1887年（明治20年）3月18日、作詞・昭憲皇太后、作曲・奥好義）を生徒が鐘の音で奏で、始業とする。1921年（大正10年）、椙山女学園創設者で初代学園長の椙山正弌がカリフォルニア大学を訪れたときに耳にした鐘の音色と、静かに祈る学生や道行く人々の姿に感動し、学園にこの鐘を取り入れることを考えた。10年後、ロンドンのジレット社へ鐘の製作を依頼し、1930年（昭和5年）、覚王山にあった当時「白亜の殿堂」と称された椙山第二高等女学校（現在の椙山女学園高等学校）の校舎屋上の塔内に設置された。1931年（昭和6年）2月11日、鐘から初めて唱歌『金剛石』のメロディーが流れて以来「金剛鐘」と名づけられ、学園のシンボルとして奏鳴係の生徒の手で、今日まで授業日や行事日には毎朝、演奏されている。
金剛鐘の設置されている椙山女学園中学校・高等学校の校舎から少し離れているため、小学校ではメロディーをテープで流したり、6年生数名によりハンドベルの生演奏をしたりしている。

### 初泳ぎ始業式（3学期）
1983年（昭和58年）から毎年1月、椙山女学園中学・高等学校内の椙山スポーツセンター室内プールで行っている。新年に臨む決意を新たにし、意欲と希望を持って1年を過ごせるように行う伝統行事。児童会役員が「一期一会」「和顔愛語」といった新年の誓いを発表し、校内水泳大会の上位入賞者が模範泳を行った後、全児童（1年生はロングビート板で、2～6年生はクロールや平泳ぎなど思い思いの泳ぎ方で）が25ｍを泳ぐ。泳いだ後は鏡開きがあり、保護者の用意したぜんざいを味わう。

## アクセス
- 名古屋市営地下鉄東山線 覚王山駅4番出口より徒歩で約10分。

## 同窓会組織
1906年（明治39年）学園創立の翌年に作られた「和風会」が同窓会のはじまりであり、卒業生と在校生が恩師を交えて和合親睦を目的とした。現在は学園同窓会「いとぎく会」」を頂点とし、大学、中高、またそれぞれの学校や学部の同窓会のほか、全国各地に支部会が結成されている。『同窓会だより』の発刊、卒業生への記念品贈呈、学校行事への参加、日帰り旅行や観劇などを通じて交流を深めている。
- 椙山女学園同窓会 - いとぎく会

## 制服
- ブレザー、カッターシャツ、吊りスカート

## 著名な卒業生
- 中野友加里 - フィギュアスケート選手
- 蔦絵梨奈 - タレント